# UCI Oceania Tour 2009
Navigation
Édition précédente Édition suivante
L'UCI Oceania Tour 2009 est la cinquième édition de l'UCI Oceania Tour, l'un des cinq circuits continentaux de cyclisme de l'Union cycliste internationale. Il est composé de 5 compétitions, organisées du 12 octobre 2008 au 15 février 2009 en Océanie.
La victoire revient pour la première fois à l'Australien Peter McDonald, vainqueur notamment du Tour de Wellington. Il succède au palmarès au Néo-Zélandais Hayden Roulston. Le classement par équipes est remporté par Drapac-Porsche (Australie) et les deux classements par pays sont gagnés une nouvelle fois par l'Australie.

## Évolutions du calendrier
Le calendrier est le même que l'édition précédente.

## Calendrier des épreuves

### Octobre 2008
| Date  | Course          | Pays      | Classe | Vainqueur      | Équipe        |
| ----- | --------------- | --------- | ------ | -------------- | ------------- |
| 12-18 | Herald Sun Tour | Australie | 2.1    | Stuart O'Grady | CSC Saxo Bank |

### Novembre 2008
| Date | Course            | Pays             | Classe | Vainqueur       | Équipe                   |
| ---- | ----------------- | ---------------- | ------ | --------------- | ------------------------ |
| 3-8  | Tour de Southland | Nouvelle-Zélande | 2.2    | Hayden Roulston | The Southland Times-Trek |

### Janvier 2009
| Date  | Course             | Pays             | Classe | Vainqueur      | Équipe         |
| ----- | ------------------ | ---------------- | ------ | -------------- | -------------- |
| 21-25 | Tour de Wellington | Nouvelle-Zélande | 2.2    | Peter McDonald | Drapac Porsche |

### Février 2009
| Date | Course                                    | Pays             | Classe | Vainqueur        | Équipe                       |
| ---- | ----------------------------------------- | ---------------- | ------ | ---------------- | ---------------------------- |
| 12   | Championnats d'Océanie - contre-la-montre | Nouvelle-Zélande | CC     | Chris Jongewaard | Équipe nationale d'Australie |
| 15   | Championnats d'Océanie - course en ligne  | Nouvelle-Zélande | CC     | Tommy Nankervis  | Équipe nationale d'Australie |

## Classements finals
| #   | Coureur            | Pays             | Pts    |
| 1.  | Peter McDonald     | Australie        | 163    |
| 2.  | Gordon McCauley    | Nouvelle-Zélande | 112,33 |
| 3.  | Tommy Nankervis    | Australie        | 100    |
| 4.  | Daniel Braunsteins | Australie        | 70     |
| 5.  | Jeremy Yates       | Nouvelle-Zélande | 64,66  |
| 6.  | Hayden Roulston    | Nouvelle-Zélande | 60     |
| 7.  | Jeremy Vennell     | Nouvelle-Zélande | 51     |
| 7.  | Chris Jongewaard   | Australie        | 51     |
| 9.  | Joseph Cooper      | Nouvelle-Zélande | 45,33  |
| 10. | Ben Day            | Australie        | 43     |

| #   | Équipe             | Pays             | Pts    |
| 1.  | Drapac Porsche     | Australie        | 262    |
| 2.  | Subway-Avanti      | Nouvelle-Zélande | 226,98 |
| 3.  | Cinelli-Down Under | Australie        | 147    |
| 4.  | Cervélo Test Team  | Suisse           | 101    |
| 5.  | Praties            | Australie        | 90     |
| 6.  | Savings & Loans    | Australie        | 76     |
| 7.  | Budget Forklifts   | Australie        | 70,32  |
| 8.  | LeTua              | Malaisie         | 64,66  |
| 9.  | Bissell            | États-Unis       | 61     |
| 10. | Barloworld         | Royaume-Uni      | 51     |

### Classements par nations
| #  | Pays             | Pts    |
| 1. | Australie        | 1 259  |
| 2. | Nouvelle-Zélande | 592,63 |

| #  | Pays (U23)       | Pts    |
| 1. | Australie        | 639,66 |
| 2. | Nouvelle-Zélande | 117,65 |